# Распопов, Филипп Кузьмич
Филипп Кузьмич Распопов (3 октября 1875 года, село Матвеевка, Самарская губерния — 6 декабря 1919 года, Амурская область) — священник, святой Русской православной церкви, причислен Русской православной церковью Заграницей к лику святых как священномученик в 1981 году.

## Биография
Священник Филипп Кузьмич Распопов родился 3 октября 1875 года в селе Матвеевка Бугурусланского уезда Самарской губернии. В 1894 году он закончил церковно-приходскую школу в г. Бузулук. Сдав экзамены с отличием, он стал работать учителем и псаломщиком в селе Тупиковка в Бузулукском уезде.
В 1898 году он был переведён в Амурскую область, где продолжил службу под начальством епископа Амурского и Забайкальского Никодима. Филипп Кузьмич был скромным и благочестивым человеком, усердно трудился на благо Церкви, будучи одно время псаломщиком Дуйской полевой церкви и регентом Хабаровского Успенского собора. Он помогал в строительстве катехизической школы и руководил письменной частью Буруканского миссионерского стана. Своими трудами Филипп Кузьмич заработал уважение прихожан и доверие церковного начальства.
28 января 1906 года епископ Никодим возвёл его в сан диакона и определил его штатным диаконом Градо-Николаевского Приморского собора. Его склонность и способность к пастырской работе были также замечены гражданскими властями, и указом попечительского совета он был определён учителем закона Божия в Пьянковскую народную школу.
8 января 1912 года диакон Филипп Распопов был рукоположён в сан пресвитера Русской православной церкви
Он начал своё пастырское служение в селе Вятское, а затем, с 1914 года, был назначен клириком Свято-Троицкой церкви в селе Доля-Троицкое (ныне с. Троицкое Нанайского р-на Хабаровского края), которое живописно расположено прямо на берегу реки Амур. В то же время он продолжал окормлять Покровский храм в Вятском.

## Мученическая кончина
23 ноября/ 6 декабря 1919 г. красные партизаны из отряда Якова Тряпицына ворвались в дом отца Филиппа, где он жил со своей женой Ольгой Николаевной и семью детьми, вытащили на улицу и поволокли к реке Амур с. Троицкое. Внешним поводом для расправы могло послужить то, что однажды отец Филипп укрыл от красных партизан белого офицера. Его вытащили в лютый мороз, почти без одежды, на замёрзший Амур, где в течение долгого времени оскорбляли и били, а, в конце концов, бросили в прорубь, где он и принял мученическую смерть.
Только ранней весной 1920 года, когда река вскрылась ото льда, какой-то неизвестный рыбак обнаружил тело отца Филиппа. Но новая власть не позволила похоронить страдальца по христианскому обряду. Рыбака заставили отвезти тело дальше от берега и пустить по течению реки.

## Канонизация
В 1981 году Русской Православной Церковью Заграницей священномученик Филипп был причислен к лику святых.

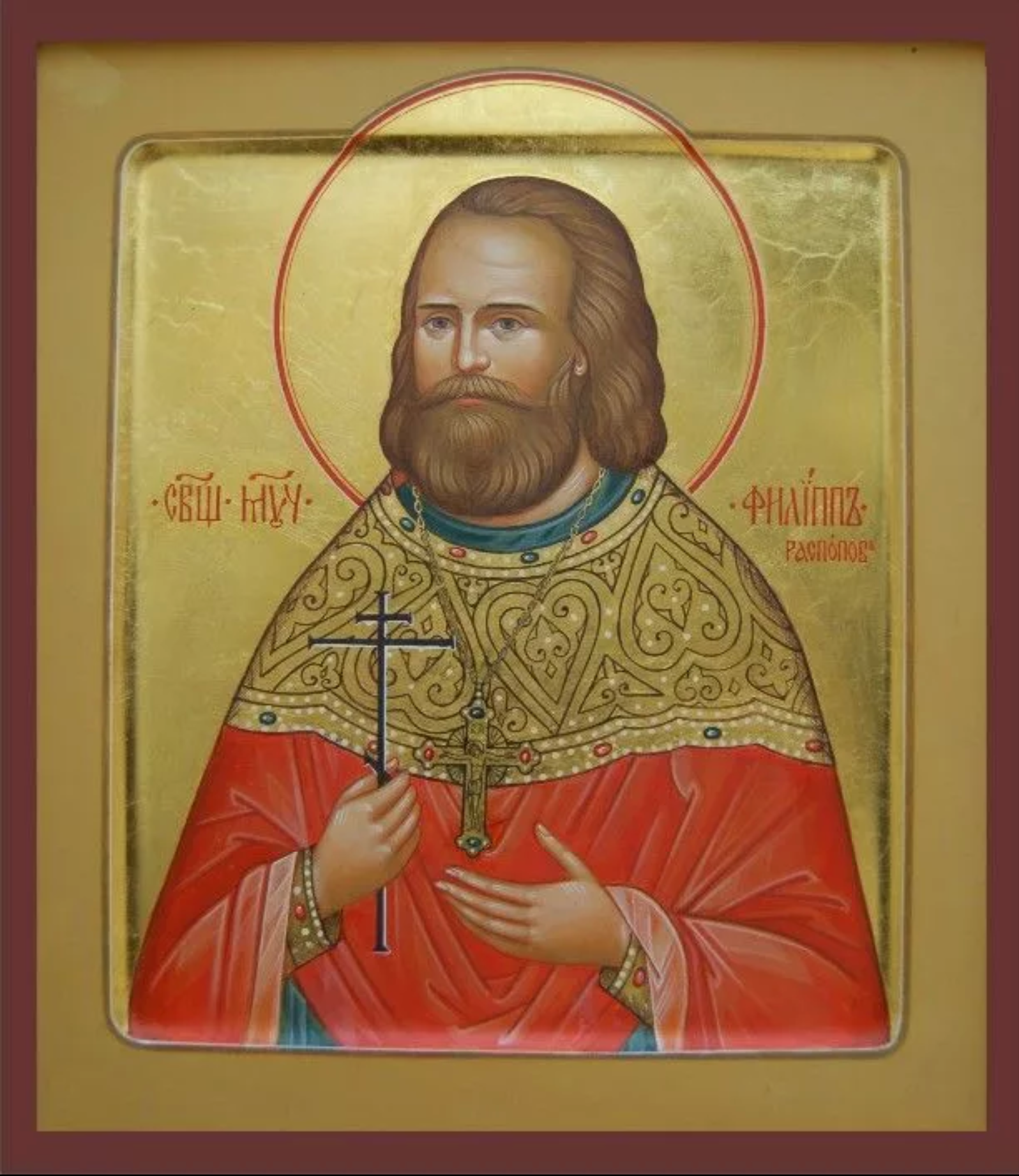
Икона. Святой священномученик Распопов Филипп Кузьмич